# Mariedal, Götene kommun
Mariedal är ett brukssamhälle i Ova socken i Götene kommun 2 km nordväst om Lundsbrunn. År 1990 klassades Mariedal som småort av SCB men därefter har inte folkmängden överstigit 50 invånare.
Samhället är byggt kring Mariedals slott. Genom samhället flyter Mariedalsån vilken rinner ut i Vänern. 